# Владислав Конопчинський
Владислав Конопчинський (пол. Władysław Konopczyński; 26 листопада 1880, Варшава — 12 липня 1952, Млинік, Ойцув) — польський історик, фахівець в області історії польської держави, політичної історії та генеалогії, професор Ягеллонського університету, член Варшавського наукового товариства, Польської академії знань, ініціатор і перший редактор Польського біографічного словника. У 1947 році голова Польського історичного товариства.

## Учні
Серед учнів Конопчинського були майбутні редактори польського біографічного словника — Казимеж Лепший та Емануель Ростворовський, а також Чеслав Хованець, Александр Коделло, Владислав Чаплинський, Ян Дімм, Юзеф Фельдман, Юзеф Анджей Жеровський, Лех Гайдукевич, Ядвіга Красичка, Євгеніуш Латач, Зигмунт Лоренц, Тадеуш Мочиньський, Міхал Нич, Джуліан Нєч, Ян Пахоньський, Ян Перденія, Адам Пшибось, Пшемислав Смолярек та інші.